# USS Thad Cochran (DDG-135)
El USS Thad Cochran (DDG-135) será el 85.º destructor de la clase Arleigh Burke (Tramo III) de la Armada de los Estados Unidos. Su nombre USS Thad Cochran, en honor a un veterano de la US Navy, fue anunciado por el secretario de la Armada Richard V. Spencer el 15 de noviembre de 2019.

## Construcción
Fue autorizada su construcción el 29 de junio de 2020, poniéndose a cargo de la misma al Bath Iron Works (General Dynamics) de Bath, Maine.